# 阿莱克修斯·科穆宁 (大都督)
阿莱克修斯·科穆宁（希腊语：Αλέξιος Κομνηνός）是12世纪拜占庭帝国的贵族将领，安娜·科穆宁娜之子，阿莱克修斯一世的外孙。

## 生平
阿莱克修斯生于约1102年，父亲是史家、将领小尼基弗罗斯·布里恩尼奥斯，母亲是皇帝阿莱克修斯一世（1081-1118年在位）的长女、史家安娜·科穆宁娜。1118年，他可能与格鲁吉亚国王大卫四世之女卡塔订婚（存在争议），1122年正式结婚。 
阿莱克修斯曾兼任希腊军区与伯罗奔尼撒军区的总督（裁判官），但具体时间未知。1201或1202年，雅典都主教米海尔·霍尼阿特斯提及阿莱克修斯因其仁慈与正义而被当地人所铭记。1147年，阿莱克修斯参与了旨在废黜普世牧首科斯马斯二世而在布拉赫奈宫举行的宗教会议。 
1156年初，阿莱克修斯的堂弟曼努埃尔一世皇帝（1143-1180年在位）授予他“大都督”头衔，使其名义上成为拜占庭海军的总司令。 同年，皇帝派他去阿普利亚支援正在与诺曼人统治的西西里王国战斗的约翰·杜卡斯。阿莱克修斯率领舰队抵达巴里，但没有带上急需的部队，不久之后，西西里国王威廉一世在1156年5月28日于海陆两面击败了拜占庭军，阿莱克修斯被俘。史家约翰·金纳莫斯直接地指责阿莱克修斯与约翰·杜卡斯不够谨慎，没能避免正面冲突；而且他们被俘后急于获释，向威廉一世做了让步，妨碍了随后阿莱克修斯·阿克苏赫的作战。但史家对他们的严厉态度可能是受到了后来发生的事情的影响。 
1158年曼努埃尔一世与西西里谈和后，阿莱克修斯被释放。1161年他最后一次出现在历史记载中，作为使团首领前往安条克公国，迎接曼努埃尔一世的第二任妻子安条克的玛丽前往君士坦丁堡，耶路撒冷国王鲍德温三世极力促成皇帝与的黎波里的梅丽森德结姻，阿莱克修斯也向他通报了皇帝的拒绝。阿莱克修斯可能死于1167年，同年安德洛尼卡·孔托斯特法诺斯被任命为“大都督”。 

## 家庭
阿莱克修斯有两个婚生子：大卫与安德洛尼卡。1185年诺曼人攻陷塞萨洛尼基时，大卫是该城的总督，他在围城期间表现糟糕，导致全家被俘，安德洛尼卡一世（1183-1185年在位）倒台后他们很快被释放。据米海尔·霍尼阿特斯所说，1201/02年时，阿莱克修斯的后代已全部离世。

## 引用
1. 1 2 3  Guilland 1967，第544頁.
2. 1 2  Varzos 1984，第308頁.
3. ↑  Varzos 1984，第309–311頁.
4. 1 2  Varzos 1984，第311頁.
5. ↑  Birkenmeier 2002，第115–116頁.
6. ↑  Varzos 1984，第311–312頁.
7. ↑  Magdalino 2002，第60–61頁.
8. ↑  Varzos 1984，第313頁.
9. ↑  Varzos 1984，第314頁.
10. ↑  Varzos 1984，第314–316頁.
11. 1 2  Varzos 1984，第316頁.
12. ↑  Varzos 1984，第316–317頁.